# Merlan
Merlangius merlangus
Pour les articles homonymes, voir Merlan (homonymie).
Pour l’article ayant un titre homophone, voir Merlant.
Ne doit pas être confondu avec Merlu.
Genre
Espèce
Répartition géographique
Statut de conservation UICN

 LC  : Préoccupation mineure
Le merlan (Merlangius merlangus) est une espèce de poissons de la famille des Gadidae, la seule du genre Merlangius.

## Répartition géographique
Cette espèce se rencontre le long des littoraux de l'Atlantique nord (du sud-est de la mer de Barents jusqu'aux côtes portugaises) ainsi qu'en mer Noire, mer Égée, mer Adriatique. Elle est présente mais rare dans le nord-ouest de la mer Méditerranée. Elle est présente à une profondeur comprise entre 10 et 200 m mais, plus couramment, entre 30 et 100 m.

## Description

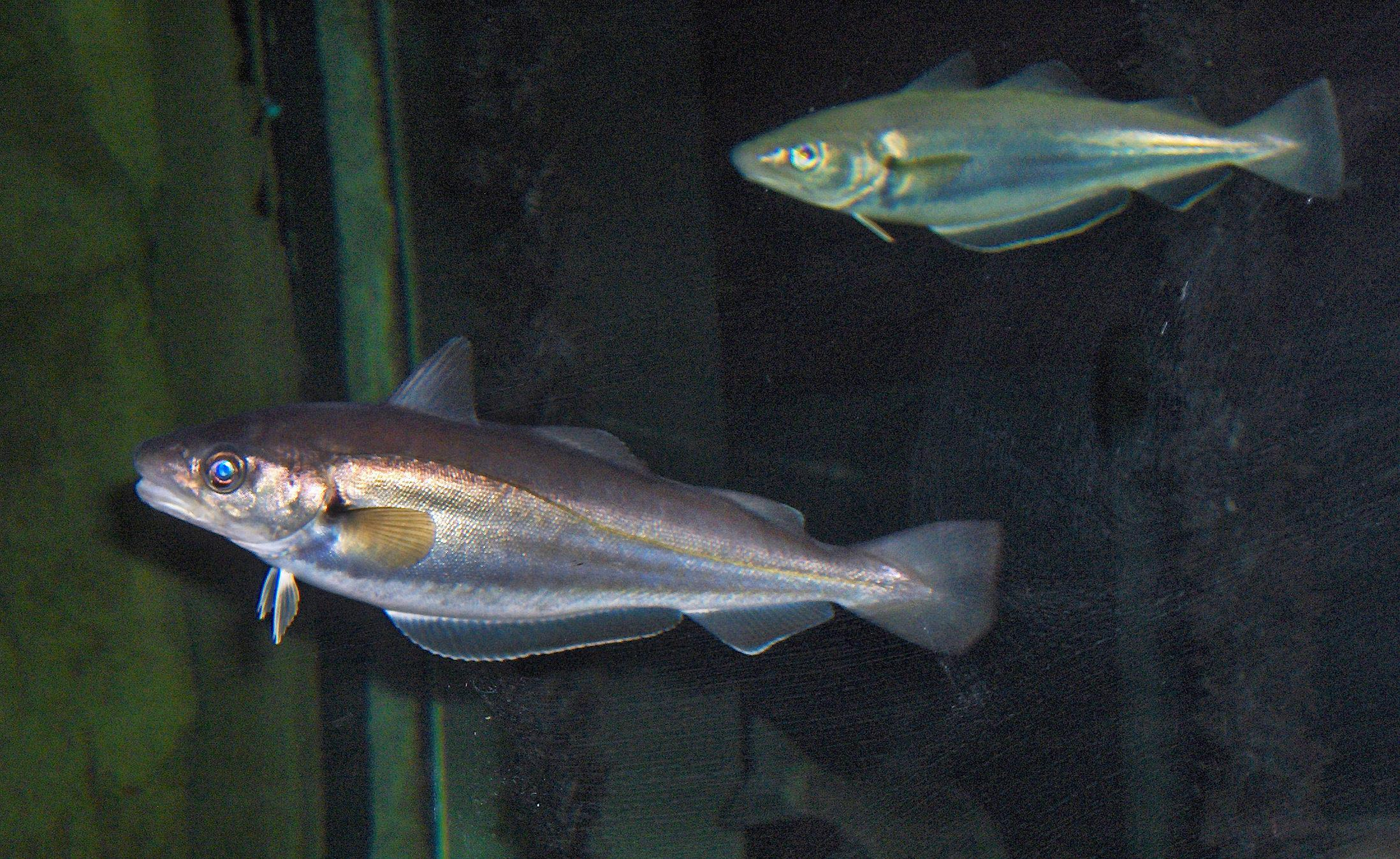
Merlans.

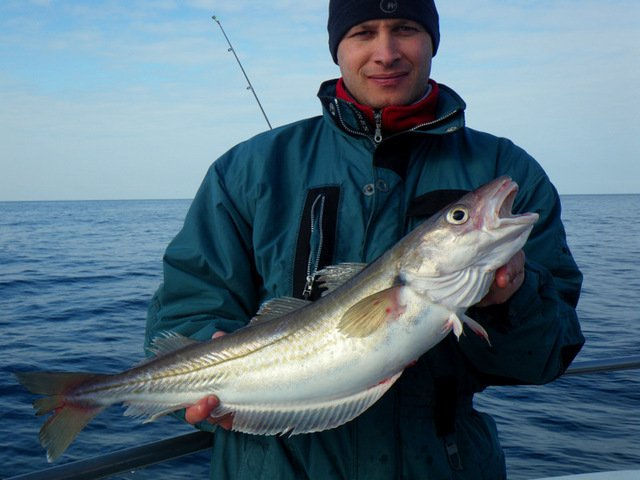
Merlan (2,5 kg) pris au large de l'île d'Oléron.

Merlangius merlangus mesure de 30 à 70 cm. Sa coloration est variable et peut être brun-jaunâtre, bleu foncé ou verte. Ses flancs sont gris jaune, blancs et son ventre est argenté. Une petite tache sombre est souvent présente à la base supérieure des nageoires pectorales.

## Reproduction
Ses frayères connues sont en centre Manche, en mer du Nord et le long des côtes anglaises de la Manche. Les jeunes larves naissent en profondeur dans les zones centrales de la Manche et de la mer du Nord, puis se rapprochent des côtes en grandissant. Les nourriceries connues sont essentiellement situées le long du littoral européen, devant les côtes de la Somme en France à celles de la Belgique, avec quelques nourriceries sur le littoral sud de l'Angleterre.
Les merlans se reproduisent de janvier à juillet et pondent leurs œufs surtout (mais pas exclusivement) en mars et avril.

## Gastronomie
Ce poisson était auparavant réservé aux gens les moins nantis, mais les autres espèces de poisson, notamment les espèces de la même famille, les Gadidae, devenant plus rares, le merlan est aujourd'hui largement consommé. Ce poisson possède une chair blanche, fine et feuilletée, pauvre en lipides, qui se fragilise beaucoup à la cuisson. Il sert entre autres à faire du poisson pané.